# Середіш
Середіш (рум. Sărădiș) — село у повіті Клуж в Румунії. Входить до складу комуни Феляку.
Село розташоване на відстані 314 км на північний захід від Бухареста, 9 км на південний схід від Клуж-Напоки.

## Населення
За даними перепису населення 2002 року у селі проживали 75 осіб, з них 74 особи (98,7%) румунів. Усі жителі села рідною мовою назвали румунську.